# 大阪信用金庫
大阪信用金庫（おおさかしんようきんこ、英語: Osaka Shinkin Bank）は、大阪府大阪市天王寺区上本町に本店を置く大手信用金庫である。略称は「大信」（だいしん）。大阪府に本店を置く信用金庫としては、最大規模を有する。

## 概要
大阪府内以外にも、兵庫県尼崎市に支店を有する。
大阪市信用金庫、大阪東信用金庫、大福信用金庫の3金庫合併による大阪シティ信用金庫発足に伴い、規模的には大阪府下2位となっていたが、2017年3月現在で預金量貸出金量共に大阪府下1位に返り咲いている。
第13回日経金融機関顧客満足度総合ランキングにおいて、全金融機関中総合第5位、信用金庫業界では第1位となっている。

## 沿革
- 1920年2月12日 - 設立。
- 1943年7月22日 - 「大阪信用組合」に名称変更。
- 1951年10月20日 - 信用金庫法の施行に伴い、現在の名称に再変更。
- 1955年9月 - 「大阪相互信用金庫」が「相互信用金庫」に名称変更。
- 1961年8月 - 「岸和田市春木信用金庫」が「春木信用金庫」に名称変更。
- 1966年2月 - 「堺信用金庫」と「堺興業信用金庫」が合併、名称を「堺市信用金庫」に変更。
- 1969年4月 - 「相互信用金庫」が「明治信用金庫」を吸収合併。
- 1975年4月 - 「三和信用金庫」が「住吉信用金庫」を吸収合併。
- 1977年4月 - 「阪南信用金庫」と「堺市信用金庫」が合併、「泉陽信用金庫」に。
- 1981年10月 - 「泉大津信用金庫」「岸和田信用金庫」「春木信用金庫」の3者が合併し、名称を「泉州信用金庫」に変更。
- 1992年10月1日 - 旧東洋信用金庫（同日付で、旧・三和銀行と合併、現在の三菱UFJ銀行）の営業の一部を譲受。
- 1997年10月6日 - 「三和信用金庫」を吸収合併。
- 2001年11月12日 - 「泉陽信用金庫」が「泉州信用金庫」を吸収合併、名称を「南大阪信用金庫」に変更。
- 2002年3月25日 - 旧・大阪第一信用金庫（2001年10月19日経営破綻）の営業の全部を譲受け。
- 2002年6月10日 - 旧・相互信用金庫（2002年1月25日経営破綻）の営業の全部を譲受け。
- 2004年10月12日　「南大阪信用金庫」を吸収合併。
- 2008年6月2日　大阪府内に本店を置く信用金庫相互間ATM手数料無料サービス「しんきん大阪ゼロネット」を開始。
- 2015年12月19日　預金量2兆円突破。
- 2016年1月26日　地域金融機関として初めて、大阪府と包括連携協定の締結。
- 2016年7月19日　30年ぶりの新店舗として、箕面支店オープン。
- 2017年5月15日　西淀支店新築移転オープン。
- 2018年1月22日　加美支店新築移転オープン。
- 2018年7月9日　難波支店仮店舗オープン（当金庫初の店舗内店舗）。

## 営業エリア
- 大阪府
大阪市・東大阪市・八尾市・大東市・守口市・門真市・堺市・松原市・藤井寺市・ 羽曳野市・柏原市・寝屋川市・四條畷市・豊中市・池田市・箕面市・茨木市・ 高槻市・吹田市・摂津市・枚方市・交野市・富田林市・河内長野市・大阪狭山市・ 高石市・泉大津市・和泉市・岸和田市・貝塚市・泉佐野市・泉南市・阪南市・ 忠岡町・熊取町・田尻町・岬町
- 兵庫県
尼崎市・伊丹市
- 和歌山県
紀の川市　《除く貴志川町・旧那賀町（名手上・平野・名手下・西野山・江川中・切畑・穴伏・名手市場・名手西野・藤崎・後田・王子・赤沼田・横谷・麻生津中・北桶・西脇）》 岩出市

## グループ企業
- だいしんビジネスサービス株式会社
- 株式会社だいしん総合研究所